# دوجلاس هينشال
دوجلاس هينشال (بالإنجليزية: Douglas Henshall)‏ هو ممثل بريطاني، ولد في 19 نوفمبر 1965 بغلاسكو في المملكة المتحدة.

## أعمال

### أفلام
- (2011) النسر[6][7]
- (2014) الانتقام[8]

## وصلات خارجية
- دوجلاس هينشال على موقع IMDb (الإنجليزية)
- دوجلاس هينشال على موقع ألو سيني (الفرنسية)
- دوجلاس هينشال على موقع ميوزك برينز (الإنجليزية)
- دوجلاس هينشال على موقع أول موفي (الإنجليزية)
- دوجلاس هينشال على موقع قاعدة بيانات الأفلام السويدية (السويدية)
- دوجلاس هينشال على موقع إن إن دي بي (الإنجليزية)
- دوجلاس هينشال على موقع قاعدة بيانات الفيلم (الإنجليزية)
- دوجلاس هينشال على موقع كينوبويسك (الروسية)